# 田中千恵子
田中 千恵子（たなか ちえこ、1998年4月10日 - ）は、一般社団法人ツーリストシップ(旧CHIE-NO-WA)代表理事。

## 来歴・人物
旧姓福田。千葉で生まれ、埼玉に引っ越す。その後、台湾の日本人学校に行く。中高は東京学芸大学附属国際中等教育学校。大学は京都大学経済学部。特色入試で合格している。大学3年生時に、一般社団法人CHIE-NO-WA（のちの、一般社団法人ツーリストシップ）を立ち上げる。
2021年、世界で初めてツーリストシップを提唱する。同年、ダイドードリンコ株式会社と社会起業家として異例のプロ契約を締結。
2023年、同志社大学で25歳の若さで嘱託講師となりツーリストシップの授業を行う。同年、『ツーリストシップで、旅先から好かれる人になってみませんか』著。

## 受賞歴
- International Youth Day でアジア人唯一のノミネート[4]
- X Awardsでリーダーシップ賞受賞[5]